# Asminderød-Grønholt Sogn
Asminderød-Grønholt Sogn er et sogn i Fredensborg Provsti (Helsingør Stift). Sognet blev dannet ved sammenlægning af Asminderød Sogn og Grønholt Sogn 1. januar 2023.